# Municipio de Bellair
El municipio de Bellair (en inglés: Bellair Township) es uno de los diecisiete municipios ubicados en el condado de Appanoose en el estado estadounidense de Iowa. En el año 2000 el municipio tenía una población de 600 habitantes y una densidad poblacional de 9,7 personas por km². En su territorio se encuentra una ciudad, Numa.

## Geografía
El municipio de Bellair se encuentra ubicado en las coordenadas 40°43′26″N 92°56′29″O / 40.72389, -92.94139.